# Philodendron devansayeanum
Philodendron devansayeanum là một loài thực vật có hoa trong họ Ráy (Araceae). Loài này được L.Linden miêu tả khoa học đầu tiên năm 1895.